# ولاد اخطيب المرجة (الحوافات المرجة)
ولاد اخطيب المرجة هو دُوَّار يقع بجماعة الحوافات، إقليم سيدي قاسم، جهة الرباط سلا القنيطرة في المملكة المغربية. ينتمي الدوّار لمشيخة الحوافات المرجة التي تضم 19 دوار. يقدر عدد سكانه بـ 135 نسمة حسب الإحصاء الرسمي للسكان والسكنى لسنة 2004.

## روابط خارجية
- البوابة الوطنية للجماعات الترابية
- المندوبية السامية للتخطيط